# 大相撲平成22年1月場所
大相撲平成22年1月場所（おおずもうへいせい22ねん1がつばしょ）は、2010年1月10日から1月24日まで東京・両国国技館で開催された大相撲本場所。
幕内最高優勝は横綱・朝青龍明徳（13勝2敗・25回目）。

## 場所前の話題など
番付発表は年明け前の2009年（平成21年）12月21日。前場所で65場所在位（歴代最長）した大関の地位から陥落した千代大海が平成11年1月場所以来11年ぶりに関脇に下がり、この場所に大関復帰と進退を懸けることとなった。
また、前場所終了時点で幕内勝利数を806勝としていた大関の魁皇は、この場所中での幕内勝利数記録更新が大きく期待された。

## 番付・星取表
| 東     | 成績      | 結果   | 番付   | 西       | 成績    | 結果   |
| ------ | --------- | ------ | ------ | -------- | ------- | ------ |
| 白鵬   | 12勝3敗   |        | 横綱   | 朝青龍   | 13勝2敗 | 優勝   |
| 琴欧洲 | 9勝6敗    |        | 大関   | 日馬富士 | 10勝5敗 |        |
| 琴光喜 | 1勝7敗7休 |        | 大関   | 魁皇     | 9勝6敗  |        |
| 把瑠都 | 12勝3敗   | 殊勲賞 | 関脇   | 千代大海 | 4敗     | 引退   |
| 琴奨菊 | 6勝9敗    |        | 小結   | 鶴竜     | 7勝8敗  |        |
| 豊ノ島 | 8勝7敗    |        | 前頭1  | 栃ノ心   | 5勝10敗 |        |
| 豪栄道 | 7勝8敗    |        | 前頭2  | 雅山     | 5勝10敗 |        |
| 北勝力 | 3勝12敗   |        | 前頭3  | 稀勢の里 | 9勝6敗  |        |
| 垣添   | 6勝9敗    |        | 前頭4  | 豪風     | 6勝9敗  |        |
| 嘉風   | 6勝9敗    |        | 前頭5  | 旭天鵬   | 8勝7敗  |        |
| 武州山 | 2勝13敗   |        | 前頭6  | 安美錦   | 11勝4敗 | 技能賞 |
| 玉鷲   | 8勝7敗    |        | 前頭7  | 若の里   | 9勝6敗  |        |
| 時天空 | 5勝5敗5休 |        | 前頭8  | 朝赤龍   | 6勝9敗  |        |
| 黒海   | 5勝10敗   |        | 前頭9  | 翔天狼   | 3勝12敗 |        |
| 栃煌山 | 8勝7敗    |        | 前頭10 | 阿覧     | 10勝5敗 |        |
| 高見盛 | 7勝8敗    |        | 前頭11 | 猛虎浪   | 6勝9敗  |        |
| 豊真将 | 9勝6敗    |        | 前頭12 | 土佐豊   | 10勝5敗 |        |
| 玉乃島 | 7勝8敗    |        | 前頭13 | 霜鳳     | 8勝7敗  |        |
| 岩木山 | 9勝6敗    |        | 前頭14 | 白馬     | 9勝6敗  |        |
| 北太樹 | 9勝6敗    |        | 前頭15 | 栃乃洋   | 5勝10敗 |        |
| 光龍   | 3勝12敗   |        | 前頭16 | 豊響     | 12勝3敗 | 敢闘賞 |

## 優勝争い
大関陣や、大関昇進を狙う関脇把瑠都らは序盤戦に土が着き、横綱朝青龍も5日目に豪栄道の引き落としに不覚を取り1敗。前場所全勝の横綱白鵬がこの場所も優勝争いの先頭を走り続けるかと思われたが、7日目に把瑠都の掬い投げに破れ、前年9月場所から続いていた連勝は30でストップ。白鵬が1敗に後退したことで、7日目時点で両横綱をはじめ琴欧洲、日馬富士ら9人が1敗で並ぶ混戦となったが、9日目には白鵬、朝青龍、把瑠都の3人にまで絞られた。
ところが、把瑠都は10日目、11日目と連敗したため大きく後退。先頭には結局両横綱が残る形となったが、白鵬までもが12日目の日馬富士戦、13日目の魁皇戦と大関陣にまさかの連敗を喫し、そのまま1敗を守っていた朝青龍との差が開いてしまう。12日目に単独トップに立った朝青龍は終盤の大関戦も勝ち続け、14日目に日馬富士を下手投げで下した時点で2場所ぶり25回目の幕内最高優勝が決定した。優勝25回は横綱北の湖を超え歴代3位となった。朝青龍はこの優勝からわずか11日後に引退を表明（後述）したため、これが最後の優勝となった。
朝青龍は千秋楽に白鵬に寄り倒され13勝2敗での優勝。白鵬、把瑠都、幕尻の豊響が12勝3敗の優勝次点となった。

## 各段優勝・三賞
- 幕内最高優勝　朝青龍　13勝2敗（25回目）
  - 殊勲賞：把瑠都（初）
  - 敢闘賞：豊響（3回目）
  - 技能賞：安美錦（5回目）
- 十両優勝　臥牙丸　12勝3敗
- 幕下優勝　佐田の海　7戦全勝
- 三段目優勝　常陸號　7戦全勝
- 序二段優勝　唐津海　7戦全勝
- 序ノ口優勝　誇山　7戦全勝

## トピック
- 場所中、横綱の朝青龍が泥酔の末に暴行事件を起こしたことが週刊誌で報道され、更に場所後に被害者が一般人であったことが発覚した。朝青龍は2月4日、日本相撲協会の理事会で事情聴取を受けた後、事件の責任を取り突如引退を発表した。
- 史上最長の65場所大関を務め、この場所関脇に陥落した千代大海は10勝を挙げれば特例で大関に復帰することが可能であったが、初日から連敗を喫し、3日目に魁皇に敗れた翌日、遂に引退を発表した。千代大海の現役最後の相手となった魁皇とはこれが通算54回目の対戦で、これは歴代2位の対戦回数である。また、魁皇はこの一番に勝利したことで幕内勝利数の新記録となる通算808勝目を上げた。
- 14日目に白鵬が琴欧洲を上手投げで下し、この一番から九州場所初日まで続く63連勝が始まった。なお、その前日の13日目に白鵬を破ったのは魁皇である。